# Campeonato Piauiense de Futebol de 2007
O Campeonato Piauiense de Futebol de 2007 foi o 67º campeonato de futebol do Piauí. A competição foi organizada pela Federação de Futebol do Piauí (FFP) e o campeão foi o River.

## Premiação
| Campeonato Piauiense de 2007 |
| ---------------------------- |
| RIVER Campeão (27.º título)  |